# Ponzio-Reaktion
Die Ponzio-Reaktion ist in der Chemie eine Synthesemethode zur Herstellung von 3-Nitro-(2-dinitromethyl)-benzol 2 aus dem Oxim 1 des 3-Nitrobenzaldehyds. Dazu wird 1 mit Distickstofftetroxid umgesetzt:
Die Trinitroverbindung 2 ist ein TNT-artiger Sprengstoff.
Die Reaktion ist nach ihrem Entdecker, dem italienischen Chemiker Giacomo Ponzio (1870–1945) benannt.